# The Bow
Pour les articles homonymes, voir Bow.
The Bow est un gratte-ciel situé à Calgary au Canada.
Les architectes qui ont conçu ce gratte-ciel sont Norman Foster ("Design architect") et l'agence du canadien Eberhard Zeidler ("Associate architect")
Il mesure 236 mètres pour 58 étages et il a été achevé en 2012.
L'édifice est le plus haut de la ville, devant le Suncor Energy Center.
La hauteur du gratte-ciel est enregistré comme le plus haut à l'ouest Canadien.